# Зейналова Сабіна Максудівна
Сабі́на Зейна́лова (17 лютого 2004) — українська тенісистка.

## З життєпису
Народилась 2004 року. Переважно бере участь у турнірах ITF Women's World Tennis Tour, ще не вигравала титулу.
2021 року виступала на Відкритому чемпіонаті Франції в юніорському одиночному розряді та з партнеркою Поліною Яценко в юніорському парному розряді. В одиночному розряді програла у першому раунді Челсі Фонтенел. У парному розряді дійшла до 1/8 фіналу. У Вімблдонському турнірі-2021 програла в юніорському одиночному розряді — також у першому раунді — проти Матильди Мутавджич. У юніорському парному розряді дійшла до 1/8 фіналу з партнеркою Аліною Щербініною. На US Open-2021 програла юніорський одиночний розряд з рахунком 4:5 проти Софії Костулас. Після того відмовилася виступати через травму та не змогла виступити в юніорському парному розряді з партнеркою Оцеаною Бабель.
2023 року разом із партнеркою Шарлоттою Чаватіпон отримала вайлд-кард в основну сітку жіночого парного розряду на ATX Open, її перший турнір в WTA Tour.